# Martinho Campos (kommun)
Martinho Campos är en kommun i Brasilien.   Den ligger i delstaten Minas Gerais, i den sydöstra delen av landet, 500 km sydost om huvudstaden Brasília. Antalet invånare är 12 589.
Följande samhällen finns i Martinho Campos:
- Martinho Campos

Omgivningarna runt Martinho Campos är huvudsakligen savann. Runt Martinho Campos är det glesbefolkat, med 8 invånare per kvadratkilometer.